# ビルド・ア・ベア・ワークショップ
ビルド・ア・ベア・ワークショップ（Build-A-Bear Workshop）は、アメリカのミズーリ州オーバーランドに本社を置き、各国で店舗展開している小売チェーン店である。くまを始めとするどうぶつやキャラクターのぬいぐるみ、またその専用の洋服などを販売している。2015年の春に日本での営業を中止した。

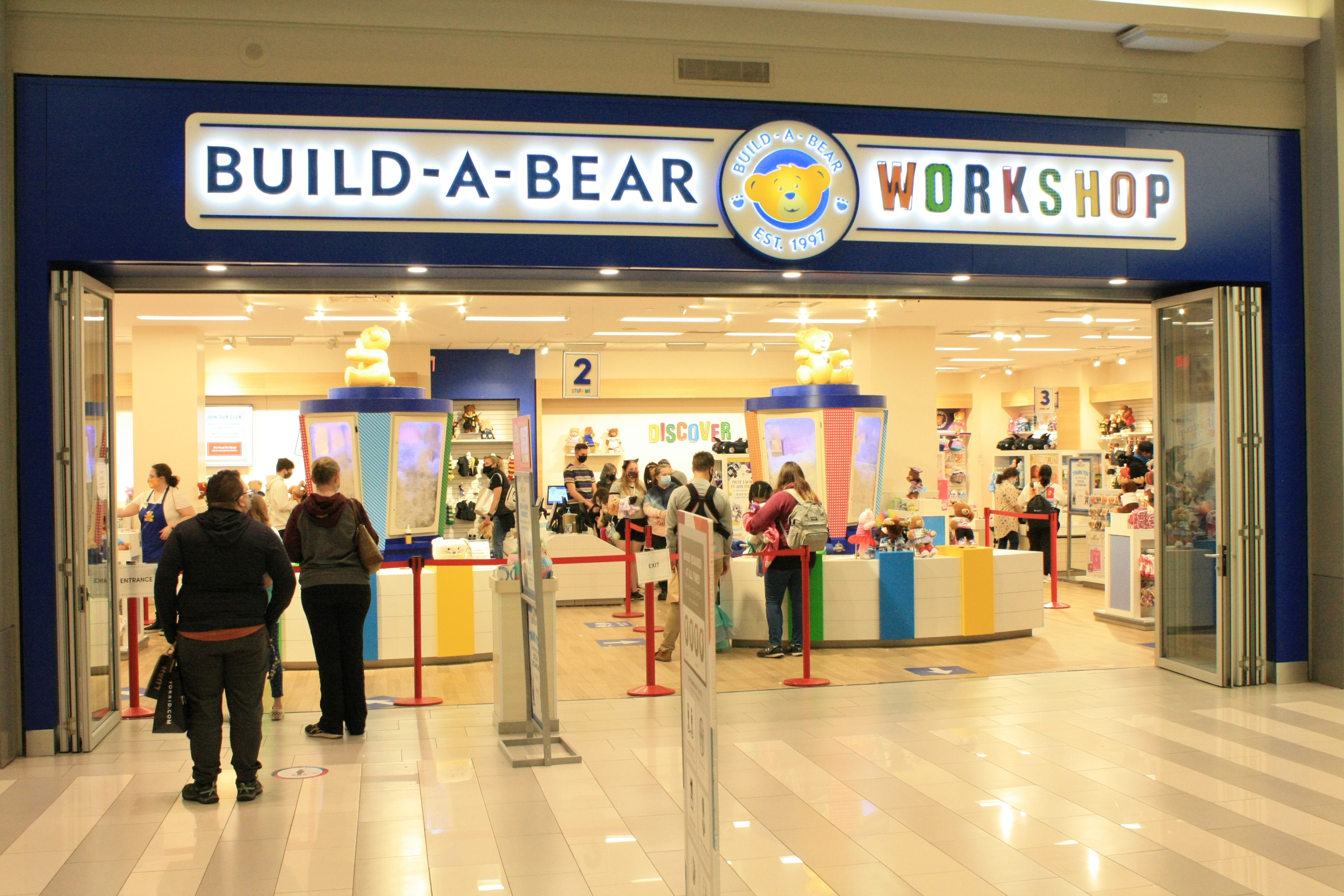

## 概要
1997年アメリカセントルイスでマキシン・クラークにより設立され、その8年後には米国180店舗を初め全世界で約300店舗を展開するまでに至る。

### 体験型ストア
この店の一番の特徴として「手作りで自分自身のぬいぐるみが作れる」こと。綿の入っていないぬいぐるみを選び、綿の量を調整してぬいぐるみの硬さや重さを自分の好みに仕上げる事が出来る。出来上がったぬいぐるみに名前を登録したり、数百種類あるぬいぐるみ専用衣料を着せる事でオリジナル性を高めている。
ぬいぐるみの種類は、マスコットの「ベアミー」同様のクマが多いが、犬や猫など約36種類から選択出来、季節や地域の特徴を生かしたぬいぐるみがあるのも1つの特徴である。